# Team X 5th Stage「命運的X號」公演
 Team X 5th Stage「命運的X號」公演是SNH48的剧场公演，此套公演同時也是SNH48 Team X的第二场原創公演。

## 概要
《命运的X号》是SNH48 Team X的第二场原創公演。整场公演以“大海”为主线，并围绕具有神秘色彩的冒险故事而展开，SNH48音乐团队为SNH48 Team X成员们量身打造了不同风格的公演曲目，从摇滚、抒情到电音舞曲，多样的音乐风格将在《命运的X号》中呈现。

## 公演曲目
1. overture (SNH48 ver.)
2. Star River
（作詞：张鹏鹏　作曲：吴依瑄　编曲：吴依瑄）
3. 指南针
（作詞：小7　作曲：ASPJ　编曲：ASPJ）
4. 艾克斯号
（作詞：小7　作曲：鸭毛　编曲：SHIMA）
5. 命运的X
（作詞：小7　作曲：姜帆　编曲：谢维）
6. Ice Queen
（作詞：郭德紫毅　作曲：鸭毛、宋昕冉　编曲：郭伟聪）
7. Battle Cry
（作詞：张鹏鹏　作曲：张毅非　编曲：张毅非）
8. 占卜师
（作詞：易贝儿　作曲：高永滕　编曲：黄尹浩）
9. 深海之声
（作詞：易贝儿　作曲：高永滕　编曲：黄尹浩）
10. 双生花
（作詞：郭德紫毅　作曲：SHIMA　编曲：SHIMA）
11. 最后的曙光
（作詞：易贝儿、高永滕　作曲：高永滕　编曲：黄尹浩）
12. 钢铁之翼
（作詞：郭德紫毅　作曲：OKBOYS　编曲：OKBOYS）
13. 石中花
（作詞：郭德紫毅　作曲：SHIMA　编曲：SHIMA）
14. 梦与星光的海上
（作詞：甘世佳　作曲：ASPJ　编曲：ASPJ）
15. 穿过水晶的光芒
（作詞：小7　作曲：Mcflied Chicken　编曲：Mcflied Chicken）
16. 新航路
（作詞：Mia.C、吴依瑄　作曲：吴依瑄　编曲：Wave G）
17. Fire X
（作詞：吴易纬、林祐世　作曲：生命树_小王子　编曲：生命树_小王子、陈昭宇）

### SHY48 Team HIII 3rd Stage“命运的H号”公演
- 曲顺与Team X版本一致。
- 《艾克斯号》、《命运的X》、《Fire X》歌词改编为《HIII号》、《命运的H》、《Fire H》

## SNH48 Team X 5th Stage「命運的X號」公演
- 公演期間：2017年12月15日[3][4]－
- 出演成员
  - 常规16人演出：陳琳、陳韞凌、馮曉菲、李釗、潘瑛琪、祁靜、宋昕冉、孫歆文、汪佳翎、王曉佳、謝天依、徐詩琪、楊冰怡、楊韞玉、張丹三、張嘉予
  - 初日演出：陳琳、馮曉菲、李晶、林憶寧、李釗、祁靜、邵雪聰、宋昕冉、孫歆文、汪佳翎、汪束、王曉佳、謝天依、楊冰怡、楊韞玉、張丹三、張嘉予
- 分組曲擔當
  - Ice Queen（宋昕冉）
  - Battle Cry（祈靜、孫歆文、楊冰怡）
  - 占卜师（邵雪聰、王曉佳、謝天依）
  - 深海之声（陳琳、李釗、張丹三）
  - 双生花（馮曉菲、楊韞玉）
  - 最后的曙光（李晶、汪佳翎、汪束、張嘉予）

## SHY48 Team HIII 3rd Stage「命運的H號」公演
- 公演期間：2018年9月7日 - 12月22日
- 出演成员
  - 常规16人演出：陈俊羽、刁滢、高崇、高志娴、刘静涵、李晴、李苏洪、曲悦萌、唐霖、王菲妍、王嘉瑜、王雨兰、相望、张爱静、郑洁丽、张羽涵
  - 初日演出：陈俊羽、刁滢、高崇、高志娴、刘静涵、李晴、李苏洪、曲悦萌、唐霖、王菲妍、王嘉瑜、王雨兰、相望、张爱静、郑洁丽、张羽涵
- 分組曲擔當
  - Ice Queen（高志娴）
  - Battle Cry（陈俊羽、李晴、王嘉瑜）
  - 占卜師（曲悦萌、王菲妍、相望）
  - 深海之声（高崇、刘静晗、张羽涵）
  - 双生花（张爱静、郑洁丽）
  - 最后的曙光（刁滢、李苏洪、唐霖、王雨兰）

## SNH48「命運的X號」新生公演
- 公演期間：2023年5月2日 -
- 出演成员
  - 常规16人演出： 林佳怡、武博涵、禹佳蔚、张月铭、芦馨怡、王依柳、熊紫轶、刘小涵、卢晨昕、李虞龙若、温若其、许佳佳、尤可莹、杨心渝、周童玥、张怡婷
  - 初日演出：林佳怡、武博涵、禹佳蔚、张月铭、芦馨怡、王依柳、熊紫轶、刘小涵、卢晨昕、李虞龙若、温若其、许佳佳、尤可莹、杨心渝、周童玥、张怡婷
- 分組曲擔當
  - Ice Queen：芦馨怡
  - Battle Cry：张月铭、温若其、周童玥
  - 占卜師：林佳怡、刘小涵、卢晨昕
  - 深海之声：禹佳蔚、许佳佳、杨心渝
  - 双生花：武博涵、王依柳
  - 最后的曙光：熊紫轶、李虞龙若、尤可莹、张怡婷

## SNH48年度金曲大赏各曲最高排名
| 歌曲           | 第5届     |
| -------------- | --------- |
| Star River     | 未入选    |
| 指南针         | 未入选    |
| 艾克斯号       | 未入选    |
| 命运的X        | 未入选    |
| Ice Queen      | 未入选    |
| Battle Cry     | 星辰组 11 |
| 占卜师         | 未入选    |
| 深海之声       | 曜阳组 7  |
| 双生花         | 皓月组 6  |
| 最后的曙光     | 星辰组 8  |
| 钢铁之翼       | 曜阳组 3  |
| 石中花         | 未入选    |
| 梦与星光的海上 | 未入选    |
| 穿过水晶的光芒 | 未入选    |
| 新航路         | 星辰组 1  |
| Fire X         | 未入选    |

## 外部連結
- SNH48官方网站的介绍（页面存档备份，存于）
- SHY48官方网站的介绍（页面存档备份，存于）